# Renato De Maria
Renato De Maria (* 1958 in Varese) ist ein italienischer Regisseur und Drehbuchautor.

## Leben
De Maria schloss in Philosophie an der Universität Bologna ab und begann bei der RAI, wo er musikalische und dokumentarische Formate übernahm. 1990 war er Mitbegründer der Produktionsfirma „Monochrome“ und inszenierte damit seinen ersten Film für das Kino, Il trasloco, mit dem er unter anderem das „Laboratorio Cinematografico Pilastro“ seiner Heimatstadt unterstützte. Immer wieder drehte er Kurzfilme.
1996 folgte der nächste Film, mit dem De Maria nun breiteren Kinoeinsatz erfuhr. Er erzählt die Geschichte der tiefen Lebenskrise eines Managers in Mailand und wurde vor allem für seine Fotografie gelobt. Danach kehrte De Maria mit der Fernsehserie Distretto di polizia, die er 2000 fertigte, zum kleinen Bildschirm zurück.
Mit Beginn des neuen Jahrtausends begann er eine Reihe von vier Kinofilmen, die er im Abstand von etwa 3 Jahren schuf, darunter 2009 der bemerkenswerte La prima linea. Weiterhin jedoch arbeitete er auch für das Fernsehen.

## Privates
Seit 2002 ist er mit der Schauspielerin Isabella Ferrari verheiratet; sie sind Eltern eines Sohnes und einer Tochter.

## Filmografie (Auswahl)
- 1996: Hotel Paura
- 2009: La prima linea
- 2019: Der Unbarmherzige (Lo spietato)